# 동영중학교
동영중학교(東永中學校)는 대한민국 충청남도 청양군 남양면 구룡리에 있는 사립 중학교이다.

## 학교 연혁
- 1960년 2월 9일 : 사양 고등 공민학교 설립인가
- 1964년 1월 8일 : 학교법인 구봉학원 설립 인가
- 1964년 2월 25일 : 동영중학교 설립 인가
- 1964년 3월 16일 : 동영중학교 개교
- 2019년 9월 1일 : 제6대 강준기 교장 취임
- 2022년 1월 4일 : 제56회 졸업식(총 5,156명)

## 참고 자료
- 동영중학교 - 한국교육학술정보원 학교알리미